# エクスペリメンタル・ロック
エクスペリメンタル・ロック（Experimental rock、またはAvant-rock）は、ロック・ミュージックのサブジャンルであり、一般的な作曲と演奏のテクニックの限界を押し広げたり、ジャンルの基本的な要素を元に実験を行ったりするものである。アーティストは、即興演奏、アヴァンギャルドな影響、風変わりな楽器、難解で不透明な歌詞（または楽器演奏）、異質な構造とリズム、そして根本的にコマーシャリズムの拒絶など、そのジャンルの際立った特徴のいくつかを用いて解放と革新を目指している。
誕生した当初から、ロック・ミュージックは実験的なものだったが、ロック・アーティストがマルチトラック・レコーディングの進歩を通じて拡張された複雑な作曲をし始めるようなことは、1960年代後半まではなかった。1967年には、このジャンルがポップ・ミュージックと同じくらい商業的に存続できるほどのものとなったが、1970年までに、その先頭に立つ演奏家のほとんどが何らかの形で無力化していった。ドイツでは、クラウトロックというサブジャンルが、即興とサイケデリック・ロックの要素を前衛的で現代的なクラシック作品と融合させていった。1970年代後半、パンクとニュー・ウェイヴ、DIY的な実験、エレクトロニック・ミュージックの開発と並行して、重要な音楽の交配が行われていった。ファンク、ジャズ・ロック、フュージョンのリズムも、エクスペリメンタル・ロック・ミュージックに統合されていった。
1980年代のエクスペリメンタル・ロック・グループの最初の波は、そのサウンドに関して直接的な先例がほとんどなかった。約10年後には、エクスペリメンタル・ロックはサイケデリックな耽美さを追求するようになっていた。それは初期のポストパンクの自意識や警戒とは異なるものだった。1990年代に、ポストロックとして知られる緩やかな動きがエクスペリメンタル・ロックの主流として包み込んでいった。2010年代の時点で、「エクスペリメンタル・ロック」という用語は無差別に使われるようになり、現代のロックバンドの多くは「ポスト・ (post-)」、「クラウト・ (kraut-)」、「サイケ・ (psych-)」、「ノイズ・ (noise-)」などの接頭辞を使って分類されるようになっていった。